# Pierre-Marie Bollioud
Pierre Marie Christophe Bollioud est un homme politique français né le 4 décembre 1735 et mort le 6 décembre 1826 à Roiffieux (Ardèche).

## Biographie
Administrateur du département, il est élu député de l'Ardèche au Conseil des Cinq-Cents le 24 germinal an VI. Il siège ensuite au Corps législatif jusqu'en 1814.